# Alessandro Silj
Alessandro Silj (Roma, 1935) è un economista, sociologo e scrittore italiano.
Ha iniziato la sua attività fuori dall'Italia,  in Irlanda, Belgio dal 1960 e quindi trascorrendovi oltre quattordici anni come funzionario della Comunita Europea internazionale a Bruxelles  e quindi in USA a Washington e poi come ricercatore a Harvard presso l'Haward Center for International Affairs, ritornando in Italia alla fine del 1973., continuando a lavorare come freelancer e ricercatore indipendente e appoggiandosi a fondazioni.
Ha pubblicato come saggista su Le Monde, L’Espresso, Tempi Moderni, La Repubblica, e su altre riviste e giornali.

## Attività ed opere
Come scrittore ha esordito con un racconto pubblicato su Irish Digest di Dublino, seguito da un racconto su "Tempo di letteratura" e quindi nel 1962 il romanzo "Fine del viaggio" pubblicato da Rizzoli.
Inizialmente come ricercatore di temi economici e rapporti internazionali si è occupato delle prospettive di sviluppo dell'industria europea, della concorrenza internazionale ed anche del mercato internazioanle dei cervelli.
Al suo rientro in Italia, durante il periodo più caldo degli anni di piombo SILJ si è impegnato nello studio del fenomeno del terrorismo italiano per comprenderne anche il substrato sociale e culturale alla base della nascita delle formazioni combattenti della sinistra italiana, intervistando i protagonisti, amici e parenti di appartenenti alle Brigate Rosse, Nuclei Armati Proletari. Il primo risultato di questo lavoro è pubblicato nel 1977 nel Mai più senza fucile, che costituisce la prima approfondita analisi indipendente del terrorismo di sinistra italiano, pubblicata con una prefazione di Pio Baldelli, che due anni dopo sarà tradotta e pubblicata in inglese.  I profili dei terroristi, descritti da Sinj in questo saggio, illustrano la trasformazione della coscienza individuale che avviene quando una persona passa da un insieme di valori a un altro, si tratta di un processo che può manifestarsi in modi diversi, da una transizione lenta e parziale a una rapida e totale. Questo cambiamento conduce spesso a una teorizzazione sistematica della rivoluzione o della violenza, accompagnata da un rifiuto della democrazia borghese. La natura di questa transizione mostra un reindirizzamento dei valori personali e collettivi verso ideologie più radicali. Questo processo sfida le spiegazioni tradizionali fornite da psicologia e sociologia negli anni '70, che tendevano a considerare fattori come la marginalità e la privazione come le principali cause del fenomeno terroristico. I profili dei terroristi presentati nel saggio, che includono giovani uomini e donne provenienti da contesti variabili, dimostrano l'inadeguatezza di queste teorie. La diversità delle esperienze dei soggetti analizzati indica che le motivazioni per intraprendere un percorso violento sono più complesse e non possono essere ridotte a semplici spiegazioni basate su fattori socioeconomici o psicologici limitati.
.Nel 1978 ha continuato le analisi del terrorismo con  BR-Stato. Scontro spettacolo nella regia della stampa quotidiana, analizzando il ruolo dei mass media durante il caso Moro. Nel 1992, conclusi gli anni di piombo, ha pubblicato, assieme a Giuseppe De Lutiis, C. Schaerf , F. Carlucci,  F. Bellucci e S. Argentini il corposo studio Venti anni di violenza politica in Italia (1969-88).  Infine nel 1994 con Malpaese ha analizzato la storia dell'Italia illegale dal dopoguerra, includendo Tangentopoli, stragi, omicidi politici e mafiosi, terrorismo e organizzazioni segrete evidenziando la stretta connessione tra mutamenti politici e crimini, descrivendo un'Italia governata da poteri sotterranei, spesso conflittuali, coinvolta in trasformazioni sociali ed economiche, e prigioniera di vincoli interni ed internazionali. La ricostruzione di Silj esclude la presenza di un gran vecchio ed evita le dietrologie, indicando come responsabile dei mali del paese la stagnazione e inamovibilità di una classe dirigente, quattro anni dopo questo saggio sarà tradotto in tedesco.
Inoltre è autore di numerosi saggi sui mass media e in particolare sulla evoluzione della televisione e sul confronto fra programmazione europea e statunitense.
Nel 1997 ha fondato  Ethnobarometer,e ha iniziato le analisi su migrazioni e relazioni interetniche, pubblicando nel 2008 Romania. Immigrazione e lavoro in Italia e nel 2010   European Multiculturalism Revisited costituita da una raccolta di saggi che esaminano le presunte crisi dei principali "modelli" di società multiculturali sperimentati dall'Europa dalla fine della Seconda Guerra Mondiale, basandosi su ricerche condotte da studiosi locali nel Regno Unito, in Danimarca, nei Paesi Bassi, in Italia, in Francia e in Germania. La ricerca ha riguardato l'effettiva esistenza di un fallimento e, qualora questo risultasse vero, se fosse stato causato da debolezze intrinseche al modello stesso o da circostanze esterne. Questo allo scopo di fornire una comprensione critica dei modelli multiculturalistici Europei, per un dibattito sulle loro future applicazioni e relativo contesto socio-politico attuale.
Il suo ultimo saggio Breakfast con il profeta. Europa & Islam: le identità smarrite , pubblicato nel 2016investiga il confronto fra società occidentale e mondo islamico.

## Opere
- Alessandro Silj, Fine del viaggio, Rizzoli, 1962. URL consultato il 24 aprile 2025.
- (FR) Alessandro Silj, L'industrie européenne face à la concurrence internationale, a cura di Publications du Centre de recherches européennes: Fondation Jean Monnet pour l'Europe, Centre de recherches européennes, 1966.
- (EN) Alessandro Silj, Jan Klenberg, Linda B. Miller, Muhammad Anisur Rahman e Philip G. Altbach (a cura di), Europe's Political Puzzle: A Study of the Fouchet Negotiations and the 1963 Veto, Center for International Affairs, Harvard University, 1967.
- Alessandro Silj, Il mercato dei cervelli, collana Volume 11 di Nuova collana di saggi (University of California), ETAS Kompass, 1968.
- Alessandro Silj, Mai più senza un fucile! alle origini dei NAP e delle BR, a cura di Prefazione di Pio Baldelli, Firenze, Vallecchi, 1977.
- Alessandro Silj, Brigate rosse-Stato: lo scontro spettacolo nella regia della stampa quotidiana, Vallecchi, 1978.
- (EN) Alessandro Silj, Never Again Without a Rifle: The Origins of Italian Terrorism, Karz Publishers, 1979, ISBN 9780918294043. URL consultato il 24 aprile 2025.
- Alessandro Silj, A est di Dallas. Telefilm USA ed europei a confronto, collana VPT, Rai Libri, 1988, SBN 9788839705266.
- (EN) Alessandro Silj e Manuel Alvarado, East of Dallas: The European Challenge to American Television, BFI Pub., 1988, ISBN 9780851702254.
- (EN) Alessandro Silj, The New TeleVision in Europe, Libbey, 1992, ISBN 9780861963614. URL consultato il 24 aprile 2025.
- Carlo Schaerf, Giuseppe De Lutiis, Alessandro Silj, Francesco Carlucci e Emilio Bellucci, Stefania Argentini (a cura di), Venti Anni di Violenza Politica in Italia – 1969-1988, ISODARCO” (International School on Disarmament and Research on Conflicts), Università degli Studi di Roma “La Sapienza” – Centro Stampa d’Ateneo, 1992, ISBN 8887242585. URL consultato il 22 aprile 2025.
- Alessandro Silj, Malpaese - Criminalità, corruzione e politica nell'Italia della prima Repubblica, collana Interventi, Donzelli, 1994, ISBN 9788879890748.
- (DE) Alessandro Silj, Verbrechen, Politik, Demokratie in Italien, traduzione di Ulrich Hausmann, Suhrkamp, 1998, ISBN 9783518119112.
- Franco Pittau, Antonio Ricci e Alessandro Silj, Romania. Immigrazione e lavoro in Italia. Statistiche, problemi e prospettive, Edizioni Idosª ed., Caritas Italiana, 2008.
- Alessandro Silj, European Multiculturalism Revisited, a cura di Stephan Lanz, Stefano Allievi, Tina Gudrun Jensen, Malehia Malik e Valerie Amiraux, Bloomsbury Publishing, 14 Ottobre 2010, ISBN 9781848135604.
- Alessandro Silj, Breakfast con il profeta. Europa & Islam: le identità smarrite, collana Radar, Castelvecchi, 2016, SBN 9788869446368.

| Controllo di autorità | VIAF (EN) 71456010 · ISNI (EN) 0000 0001 0858 4715 · SBN CFIV120592 · LCCN (EN) n78096137 · BNF (FR) cb12299162n (data) · J9U (EN, HE) 987007451276405171 · CONOR.SI (SL) 49103203 |